# Línia 1 de Metrovalència
La línia 1 de Metrovalència és una línia de ferrocarril metropolità integrat en la xarxa de Metrovalència, propietat de Ferrocarrils de la Generalitat Valenciana (FGV), que presta servici a la ciutat de València i altres municipis de l'àrea metropolitana. Inaugurada l'any 1988, és la línia més antiga i amb major llargària de tota la xarxa. Compta amb quaranta estacions, de les quals 8 són subterrànies, abastant un recorregut d'aproximadament setanta quilòmetres. Podem trobar l'origen en la unió de les antigues línies de tren de rodalia d'ample mètric (conegudes popularment com el trenet de València) de Jesús-Castelló de la Ribera i Pont de Fusta-Bétera.

## Recorregut i servici

Plànol de la xarxa de Metrovalència

La línia 1 circula a través de l'eix nord-sud el trajecte comprés entre les estacions de Bétera (Camp de Túria) i Castelló de la Ribera (Ribera Alta). També presta servicis parcials en les estacions situades als trams amb més passatgers. Així, en aquests recorreguts curts fan de capçalera de línia les estacions de Seminari-CEU, Empalme, València Sud, Torrent, Picassent i l'Alcúdia.
Les estacions amb més afluència de passatgers són les d'Empalme (Palau de Congressos de València), Àngel Guimerà (Prefectura Central del CNP i Biblioteca Pública de València) i Jesús (Prefectura Central de Trànsit i estació de València-Joaquim Sorolla). Altres estacions que donen servici a zones importants són Túria (centre comercial Nuevo Centro i Estació d'Autobusos), Campanar (hospital la Fe, conselleries i centre comercial Ademuz), Burjassot (Universitat de València) i Safranar (hospital Doctor Peset).
Compartix trajecte amb la línia 2 en el tram entre les estacions d'Empalme i Torrent i amb la línia 7 entre les de Jesús i Torrent. També en té correspondència amb les línies 3, 5 i 9 a l'estació d' Àngel Guimerà i amb la línia 4 a la d' Empalme.

## Història

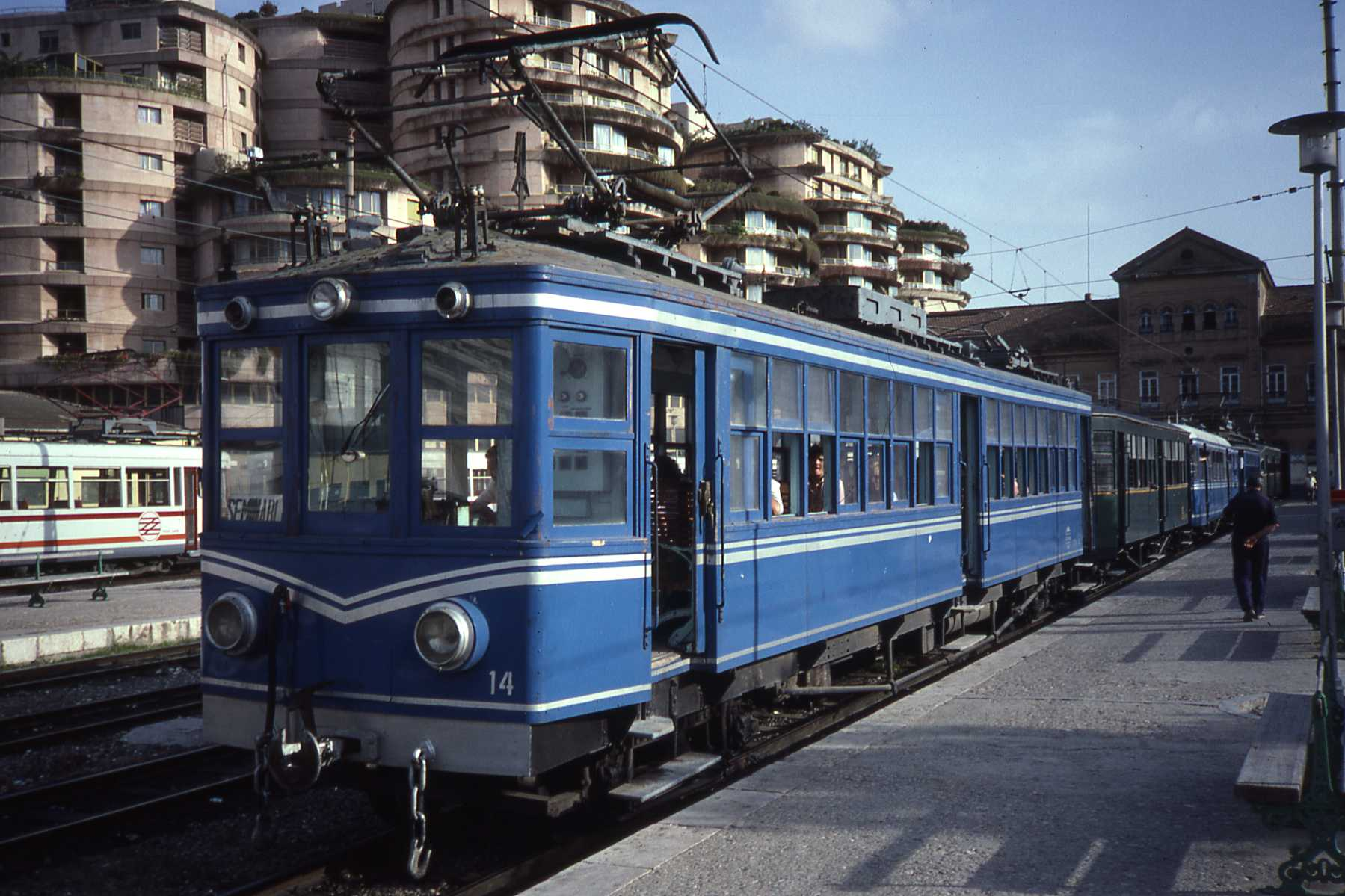
Tren de FEVE cap a Seminari en Pont de Fusta (1987)

L'origen de la línia s'hi troba en les antigues línies del trenet de València que connectaven les estacions de València-Pont de Fusta amb Bétera pel nord de València i València-Jesús amb Castelló de la Ribera pel sud de València. L'antic recorregut del trenet de la línia de Bétera junt amb la línia de Llíria passava des de l'estació d'Empalme on les dues línies s'unien fins l'estació de Pont de Fusta, aleshores estació terminal, utilitzant el mateix recorregut que actualment fa servir la línia 4 de Metrovalència travessant els barris valencians de Benicalap i Marxalenes. Els viatgers procedents de les línies de Bétera i Llíria hui dia poden arribar fins Pont de Fusta fent transbordament amb la línia 4 en Empalme. Per altra banda, l'antic recorregut del trenet de la línia de Castelló de la Ribera passava en superfície pel mateix tram que actualment ho fa en subterràni entre les estacions de Jesús i Sant Isidre.

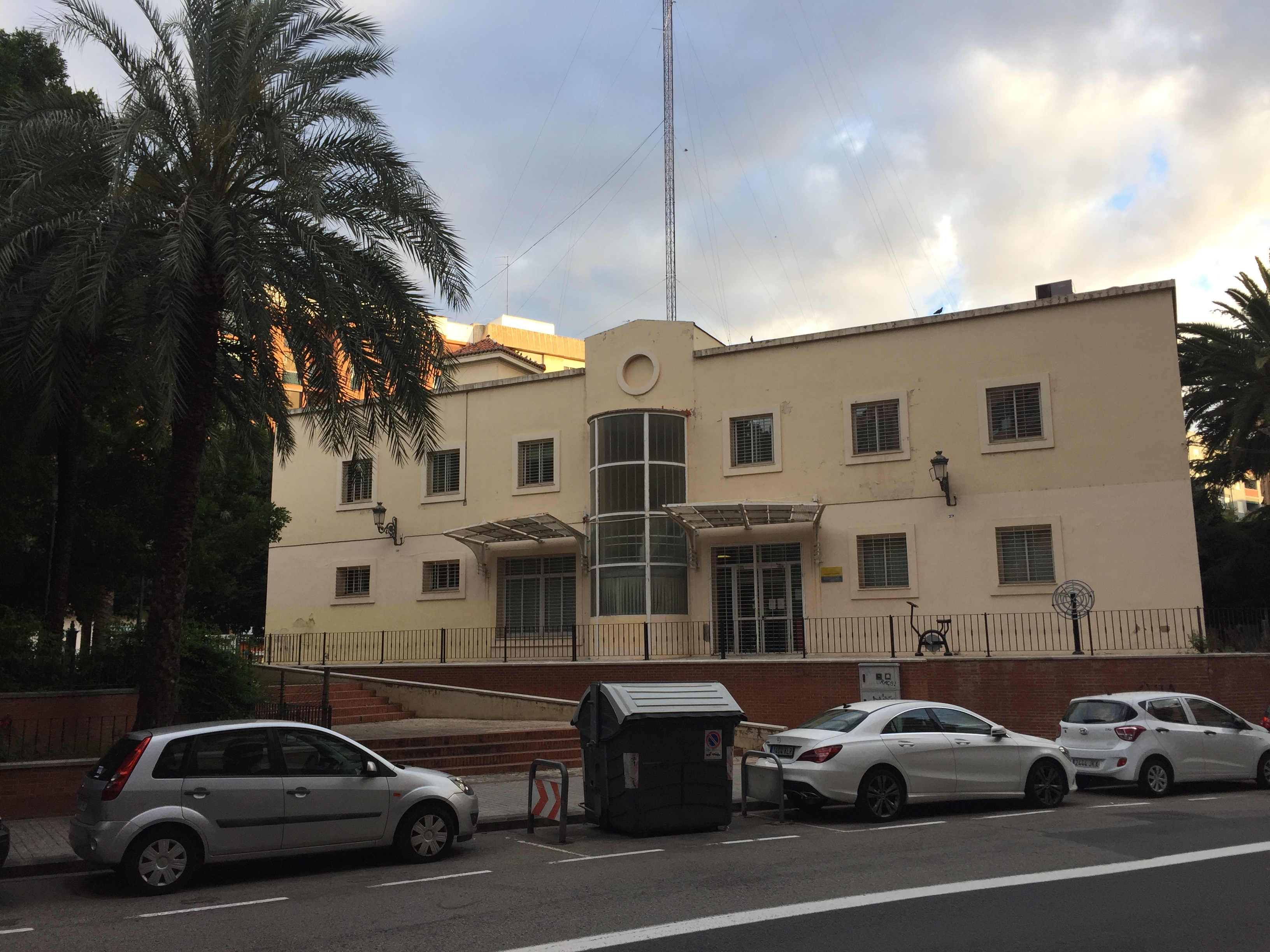
Antiga estació de València-Jesús, actualment biblioteca pública

L'any 1986 començaren els treballs de construcció d'un túnel que passés sota la ciutat per tal d'unir les antigues línies de Bétera (nord) i Castelló de la Ribera (sud). El nou túnel fou inaugurat el 8 d'octubre de 1988 comprenent el tram entre les estacions d'Ademús (actual Empalme) i Sant Isidre. A la solemne inauguració assistiren Ricard Pérez Casado, alcalde de València; Joan Lerma, president de la Generalitat Valenciana i José Barrionuevo, ministre de transports; entre d'altres autoritats. Després de la inauguració de la nova línia, els ramals de Bétera i Llíria passaren a gestionar-se com a línies independents, amb el nom de línia 2 i el color verd per a la segona. Pocs anys després, les dues línies es fussionaren en una sola sota el nom de línia 1. Finalment, i des de març de 2015, les dues línies tornen a operar de manera separada, passant a ser identificada la línia 2 amb el color fúcsia, ja que l'antic color verd estava sent utilitzat per la línia 5. Amb la inauguració del túnel el trajecte de les línies a Bétera i Llíria fou modificat, ja que fins aleshores havien tingut com a capçalera l'estació de Pont de Fusta. Per això, el tram entre Pont de Fusta i Empalme fou clausurat l'1 de febrer de 1991 per a ser reconvertit en l'actual línia 4 de tramvia.

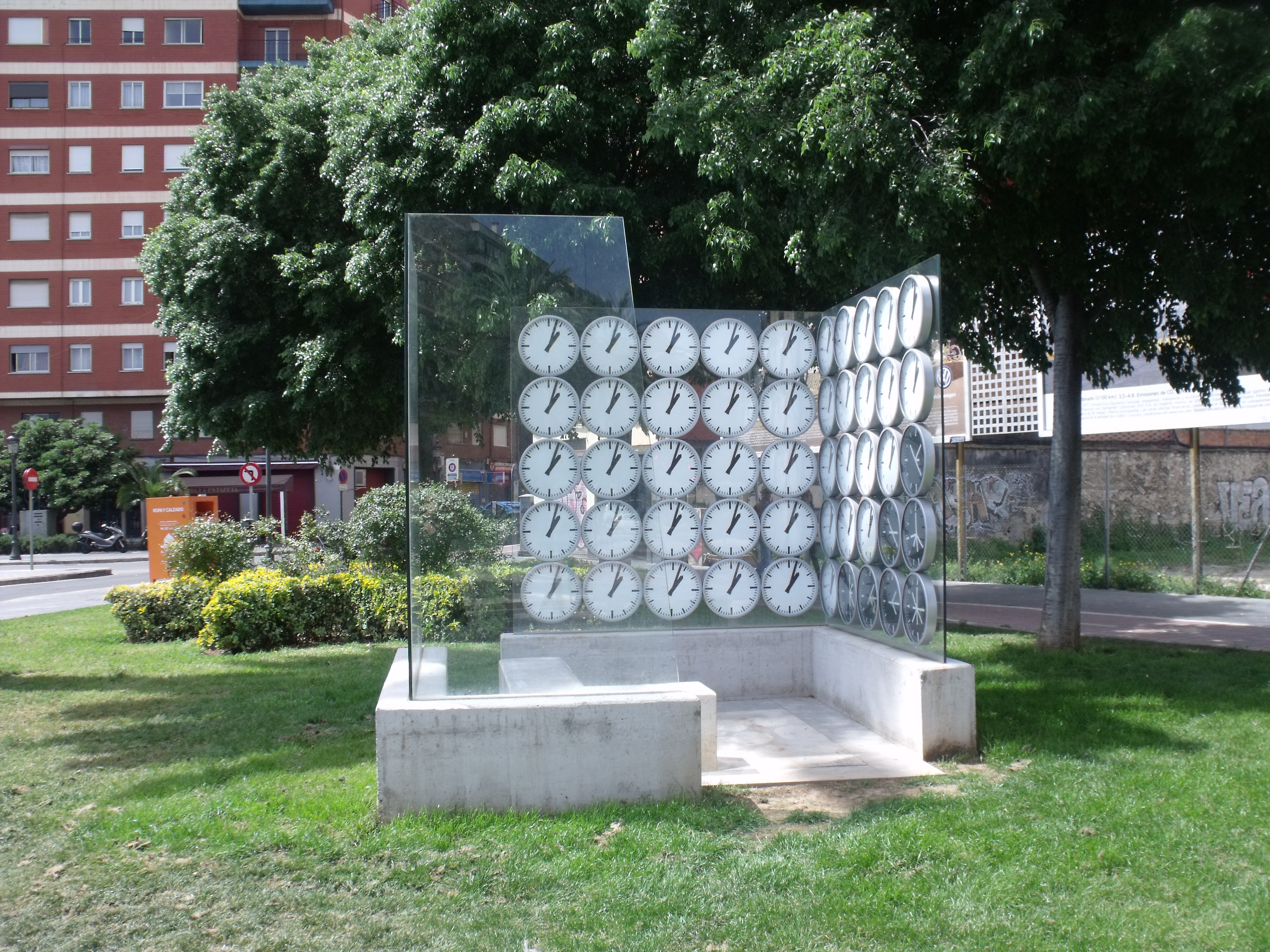
Monument a les víctimes a València

El 3 de juliol de 2006, en el tram comprés entre les estacions de Plaça Espanya i Jesús, tingué lloc un dels accidents de ferrocarril més greus d'Europa, amb 43 morts i 47 ferits de diversa consideració. El convoi format per les unitats 3714 i 3736 de la sèrie 3700 de FGV procedent de Llíria descarrilà per excés de velocitat en una corva tancada. El 12 de desembre de 2010 canviaren els noms d'algunes estacions de la línia. La de Jesús, passà a dir-se de Joaquim Sorolla aprofitant la proximitat amb la nova estació de l'AVE del mateix nom, mentre que la d'Hospital passà a ser de Safranar pel barri homònim. El primer canvi provocà les queixes de l'associació de víctimes de l'accident de 2006, partits de l'oposició i associacions veïnals, els quals entengueren que la modificació del nom de l'estació facilitava l'oblit públic de la catàstrofe. En resposta a aquestes queixes, l'estació canvià novament de nom a Joaquim Sorolla-Jesús, deixant l'opció de retornar al nom de Jesús quan l'estació provisional de l'AVE fora desmantellada. El 30 de juny de 2016, després dels canvis polítics de 2015 i deu anys després de l'accident, l'estació recuperà el tradicional nom de Jesús.

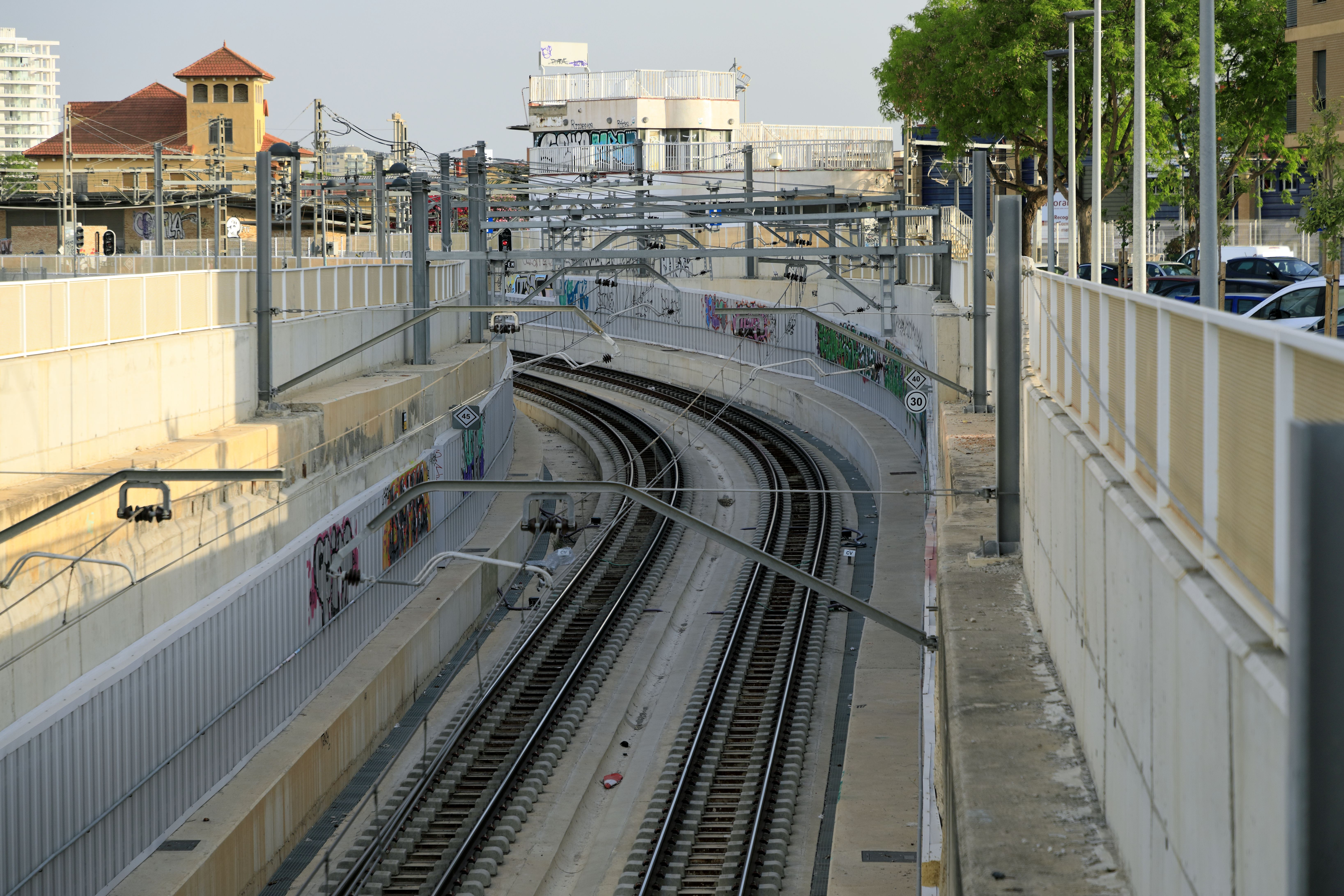
Tram soterrat en Burjassot de 2021

L'estació de Campanar-La Fe canvià el 2015 el seu nom per l'antic de Campanar. El 13 de setembre de 2021 entrà en funcionament el tram soterrat de 288 metres entre les estacions d' Empalme i Burjassot. L'any 2022 el nom de l'estació de Villanueva de Castellón canvià a Castelló.

## Estacions
| Zona | Imatge            | Estació           | Any  | Distància (km)  | Distància (km) | Enllaç | Municipi   |
| Zona | Imatge            | Estació           | Any  | Entre estacions | Total          | Enllaç | Municipi   |
| ---- | ----------------- | ----------------- | ---- | --------------- | -------------- | ------ | ---------- |
| B    | Bétera            | Bétera            | 1892 | 0,0             | 0,0            |        | Bétera     |
| B    | Horta Vella       | Horta Vella       | 1988 | n/a             | n/a            |        | Bétera     |
| AB   | Masies            | Masies            | 1892 | n/a             | n/a            |        | Montcada   |
| AB   | Seminari-CEU      | Seminari-CEU      | 1892 | n/a             | n/a            |        | Montcada   |
| AB   | Moncada-Alfara    | Moncada-Alfara    | 1892 | n/a             | n/a            |        | Montcada   |
| AB   | Massarrojos       | Massarrojos       | 1892 | n/a             | n/a            |        | València   |
| AB   | Rocafort          | Rocafort          | 1892 | n/a             | n/a            |        | Rocafort   |
| AB   | Godella           | Godella           | 1892 | n/a             | n/a            |        | Godella    |
| AB   | Burjassot-Godella | Burjassot-Godella | 1892 | n/a             | n/a            |        | Burjassot  |
| AB   | Burjassot         | Burjassot         | 1892 | n/a             | n/a            |        | Burjassot  |
| A    | Empalme           | Empalme           | 1888 | n/a             | n/a            |        | Burjassot  |
| A    | Beniferri         | Beniferri         | 1988 | n/a             | n/a            |        | València   |
| A    | Campanar          | Campanar          | 1988 | n/a             | n/a            |        | València   |
| A    | Túria             | Túria             | 1988 | n/a             | n/a            |        | València   |
| A    | Àngel Guimerà     | Àngel Guimerà     | 1988 | n/a             | n/a            |        | València   |
| A    | Pl. Espanya       | Plaça Espanya     | 1988 | n/a             | n/a            |        | València   |
| A    | Jesús             | Jesús             | 1894 | n/a             | n/a            |        | València   |
| A    | Patraix           | Patraix           | 1988 | n/a             | n/a            |        | València   |
| A    | Safranar          | Safranar          | 1964 | n/a             | n/a            |        | València   |
| A    | St Isidre         | Sant Isidre       | 1903 | n/a             | n/a            |        | València   |
| A    | València Sud      | València Sud      | 1988 | n/a             | n/a            |        | València   |
| AB   | Paiporta          | Paiporta          | 1894 | n/a             | n/a            |        | Paiporta   |
| AB   | Picanya           | Picanya           | 1894 | n/a             | n/a            |        | Picanya    |
| AB   | Torrent           | Torrent           | 1894 | n/a             | n/a            |        | Torrent    |
| AB   | El Vedat          | Col·legi El Vedat | 1988 | n/a             | n/a            |        | Torrent    |
| AB   | Realón            | Realón            | 1894 | n/a             | n/a            |        | Picassent  |
| AB   | St Ramon          | Sant Ramon        | 1988 | n/a             | n/a            |        | Picassent  |
| AB   | Picassent         | Picassent         | 1894 | n/a             | n/a            |        | Picassent  |
| AB   | Omet              | Omet              | 1894 | n/a             | n/a            |        | Picassent  |
| AB   | Espioca           | Espioca           | 1894 | n/a             | n/a            |        | Picassent  |
| B    | Font Almaguer     | Font Almaguer     | 1988 | n/a             | n/a            |        | Benifaió   |
| B    | Alginet           | Alginet           | 1894 | n/a             | n/a            |        | Alginet    |
| B    | Ausiàs March      | Ausiàs March      | 1988 | n/a             | n/a            |        | Carlet     |
| B    | Carlet            | Carlet            | 1894 | n/a             | n/a            |        | Carlet     |
| B    | Benimodo          | Benimodo          | 1894 | n/a             | n/a            |        | Benimodo   |
| B    | l'Alcúdia         | l'Alcúdia         | 1894 | n/a             | n/a            |        | l'Alcúdia  |
| B    | Montortal         | Montortal         | 1894 | n/a             | n/a            |        | l'Alcúdia  |
| B    | Massalavés        | Massalavés        | 1894 | n/a             | n/a            |        | Massalavés |
| B    | Alberic           | Alberic           | 1894 | n/a             | n/a            |        | Alberic    |
| B    | Castelló          | Castelló          | 1894 | n/a             | 72,1           |        | Castelló   |